# 山梨県を舞台とした作品一覧
山梨県を舞台とした作品一覧（やまなしけんをぶたいとしたさくひんいちらん）では、山梨県内をモチーフあるいはロケーション撮影地にした小説、映画、アニメーション、テレビドラマ等を記述する。

## 文芸・小説
- 愛と祈りの身延線（西村京太郎）
- 銀杏散りやまず（辻邦生）
- 異変街道 (松本清張）
- 愛しい女（三浦哲郎）
- 彩り河 (松本清張）
- ウスケボーイズ 日本ワインの革命児たち（河合香織）
- 永遠の時効（横山秀夫）
- L特急かいじに消えた女（草川隆）
- 音楽（三島由紀夫）
- ガラスの城 (松本清張）
- 考える葉 (松本清張）
- 傷物語（西尾維新）
- 北岳殺意の岩壁（梓林太郎）
- 黒い樹海 (松本清張）
- 高坂弾正（近衛龍春）
- 甲州赤鬼伝（霧島兵庫）
- 甲州 ワイン列車殺人号（辻真先）
- 甲府勤番帖（竹内勇太郎）
- 甲府昇仙峡殺人事件（大谷羊太郎）
- 誤差 (松本清張)
- 事故 (松本清張)
- 信濃・甲州路殺人旅行（荻原秀夫）
- 死亡推定時刻（朔立木）
- 純白の夜（三島由紀夫）
- 信玄の軍配者（富樫倫太郎）
- 新樹の言葉（太宰治）
- スーパーカブ (小説)（トネ・コーケン）
- 雀蜂(貴志祐介)
- ずっと見つめていた（森島いずみ）
- ステラエアサービス 曙光行路（有馬桓次郎）
- 砂の器(松本清張）
- ゼロ、ハチ、ゼロ、ナナ。（辻村深月）
- 戦国一孤独な男山本勘助（童門冬二）
- そして誰もいなくなる（今邑彩）
- 第三の時効（横山秀夫）
- 武田勝頼（新田次郎）
- 武田三代（新田次郎）
- 武田三代記（高野楽山）
- 武田信玄（新田次郎）
- 武田信玄（津本陽）
- 武田信玄（土橋治重）
- 武田信玄（童門冬二）
- 武田信玄の人間学（童門冬二）
- Wの悲劇（夏樹静子）
- 誰にも探せない（大崎梢）
- 天下取（村木嵐）
- 天地雷動（伊東潤）
- 特急あずさ殺人事件（西村京太郎）
- 波の塔 (松本清張）
- 日蓮（川口松太郎）
- 日蓮（山岡荘八）
- 日蓮伝説殺人事件（内田康夫）
- 猫町紀行（つげ義春）
- 初恋彗星（綾崎隼）
- 光の山脈（樋口明雄）
- 標高二八〇〇米（樋口明雄）
- 風林火山（井上靖）
- 富嶽百景（太宰治）
- 富士急行の女性客（西村京太郎）
- 富士五湖氷穴殺人（梓林太郎）
- 富士六湖まぼろしの柩（浅黄斑）
- 葡萄が目にしみる（ (林真理子）
- 謀将山本勘助（南原幹雄）
- ぼくらのメリークリスマス(宗田理)
- 滅びの笛（西村寿行）
- 本を読む女（林真理子、テレビドラマ『夢みる葡萄』の原作）
- 松谷警部と三鷹の石（平石貴樹）
- 水の炎(松本清張）
- 南アルプス殺人峡谷（太田蘭三）
- 南アルプス山岳救助隊K-9シリーズ（樋口明雄）
- 夜叉神峠死の起点（太田蘭三）
- 律子と貞子（太宰治）

### 古典・随筆・紀行
- 街道をゆく1（司馬遼太郎）
- 蟹坊主
- 甲陽軍鑑
- 武田三代（平山優）
- 南総里見八犬伝（曲亭馬琴）
- 日本百名山（深田久弥）
- 花の百名山（田中澄江）

## 映画
- 青木ヶ原 (映画)（新城卓監督、2012年）
- いつか来た道（島耕二監督、1959年）
- ウスケボーイズ 日本ワインの革命児たち
- 男はつらいよ 寅次郎夢枕（山田洋次監督、1972年）
- 怪獣総進撃
- かぐらめ（ 奥秋泰男監督、2015年）
- 影武者（黒澤明監督、1980年）
- 簪 (映画)
- 喜劇 駅前怪談
- 恐竜・怪鳥の伝説
- 金田一耕助の冒険（大林宣彦監督、1979年）
- クローバー (稚野鳥子の漫画)
- 恋と涙の太陽
- 国道20号線（富田克也監督、2007年[1]）
- ゴジラ×メガギラス G消滅作戦
- ゴジラ FINAL WARS
- ゴジラ・モスラ・キングギドラ 大怪獣総攻撃（金子修介（本編）・神谷誠（特撮）監督、2001年）
- サウダーヂ
- 三大怪獣 地球最大の決戦
- 樹海村
- 砂の器
- 大怪獣空中戦 ガメラ対ギャオス
- 大巨獣ガッパ
- 大菩薩峠（岡本喜八監督、1966年）
- ダブル・クラッチ (映画)
- 地球防衛軍 (映画)
- 追憶の森（ガス・ヴァン・サント監督、2015年）アメリカ合衆国の映画ドラマ
- 電送人間
- ナイトピープル
- 波の塔
- ヌードの夜/愛は惜しみなく奪う
- 初恋 夏の記憶
- HANAMI（ ドーリス・デリエ監督、2008年、ドイツ映画）
- ひいくんのあるく町
- 秀子の車掌さん
- 笛吹川 (映画)
- 富嶽百景〜遙かなる場所〜
- 二人で歩いた幾春秋
- フランケンシュタイン対地底怪獣
- フランケンシュタインの怪獣 サンダ対ガイラ
- 香港発活劇エクスプレス 大福星
- 道〜白磁の人〜
- MEMORIES (映画)#最臭兵器
- モスラ3 キングギドラ来襲
- もらとりあむタマ子
- 誘拐（大河原孝夫監督、1997年）
- 夢かける高原 清里の父 ポール・ラッシュ
- ゆれる（ 西川美和監督、2006年）
- 弱虫ペダル#劇場版

## テレビドラマ
- 合い言葉は勇気
- 愛讐のロメラ
- 愛の嵐
- 赤帽かあちゃん
- あぐり
- 愛しい女
- 大川と小川の休日捜査
- オトコだろッ!
- 終らない夏
- 温泉女将ふたりの事件簿
- 金山大爆破
- 甲州戦記サクライザー
- 甲州遊侠伝 俺はども安
- サプリ
- しあわせ志願
- スターマン・この星の恋
- 捜査検事・近松茂道4
- 第三の時効
- 太陽の犬
- 武田信玄
- テレビ報道記者〜ニュースをつないだ女たち〜
- 虹色定期便
- 花子とアン
- 風林火山
- 富士ファミリー
- 葡萄が目にしみる
- ホテルマン 東堂克生の事件ファイル 八ヶ岳リゾート殺人事件
- 幻の花嫁
- やすらぎの刻〜道
- 夢みる葡萄
- 弱虫ペダル

## ラジオドラマ
- 祖父と手紙と僕と（NHK-FM FMシアター）
- 天空の道標（NHK-FM FMシアター）

## 舞台
- 鵜飼 (能)

## 漫画
- アサルトリリィ
- イリヤの空、UFOの夏
- 溺れるようにできている。
- クローバー (稚野鳥子の漫画)
- サルチネス
- 武田二十四将（大島やすいち）
- ハングリーハート WILD STRIKER（高橋陽一）
- 炎の虎信玄（永井豪）
- 迷家-マヨイガ-
- mono (漫画)
- ヤマノススメ
- ゆるキャン△
- 弱虫ペダル

## テレビアニメ
- アサルトリリィ
- 神様になった日
- スーパーカブ
- ハングリーハート WILD STRIKER（高橋陽一）
- まえせつ!
- 迷家-マヨイガ-
- mono
- ヤマノススメ（「ヤマノススメ セカンドシーズン」）
- ゆるキャン△ (アニメ)
- 弱虫ペダル#テレビアニメ

## OVA
- イリヤの空、UFOの夏

## テレビゲーム
- ペルソナ4
- ペルソナ4 ザ・ゴールデン

## 絵画
- 甲州日記
- 富岳三十六景